# Michail Alexejewitsch Kusmin

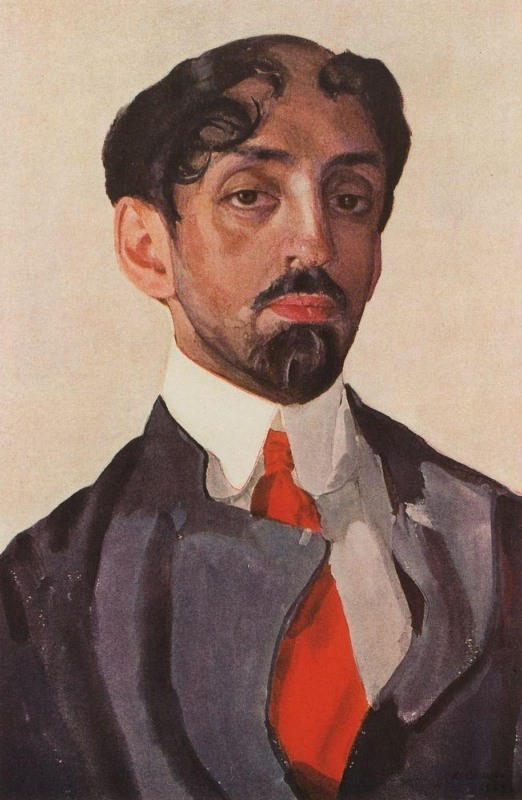
Michail Kusmin. Ein Porträt (1909) des Malers Konstantin Somow

Michail Alexejewitsch Kusmin (russisch Михаи́л Алексе́евич Кузми́н; * 6. Oktoberjul. / 18. Oktober 1872greg. in Jaroslawl, Russisches Kaiserreich; † 3. März 1936 in Leningrad, Sowjetunion) war ein russischer Schriftsteller und Komponist. Während er als Komponist weitgehend unbekannt blieb, hat er als Literat des sogenannten „Silbernen Zeitalters“ mehr Bedeutung erlangt.

## Leben
Michail Kusmin entstammte adligen Verhältnissen. 1885 erfolgte der Umzug der Familie nach Sankt Petersburg. Am Sankt Petersburger Konservatorium studierte er unter anderem bei Nikolai Rimski-Korsakow von 1891 bis 1894 Musik. Später lebte er als freier Schriftsteller.
Er schrieb Gedichte, Romane und Theaterstücke. Als Komponist schrieb er Operetten, Singspiele, Pantomimen, blieb auf diesem Gebiet aber gänzlich unbekannt. Kusmin starb im Leningrader Kuibyschew-Krankenhaus an einer Lungenentzündung.
Michail Kusmin sprach fließend Deutsch und Italienisch.

## Werk (Auswahl)
- Istoriia rystsaria de Alessio (1905), Theaterstück
- Flügel (1906); übersetzt von Edgar Mesching ; Nachwort von Florian Mildenberger, Hamburg : Männerschwarm Verlag, 2018, ISBN 978-3-86300-074-5
- Alexandrische Gesänge (1906), Gedichte
- Die Abenteuer des Aime Leboeuf (1907), Roman; Aus d. Russ. übertr. von Edgar Mesching u. Ludwig Rubiner. Hrsg. u. mit e. Nachw. vers. von Fritz Mierau, Leipzig : Insel-Verl., 1986, ISBN 3-7351-0012-0
- Das wundersame Leben des Joseph Balsamo Grafen Cagliostro (1910), Roman; Aus d. Russ. übertr. von Christel Růžička, Frankfurt am Main [u. a.] : Insel Verl., 1991, ISBN 3-458-16138-4
- Spieluhr der Liebe (1910), Gedichte
- Die grüne Nachtigall und andere Novellen (1918); 1905, russ. Зелёный соловей: Пятая книга рассказов; Aus dem Russischen übertragen von Alexander Eliasberg, Leipzig : Insel-Verlag, 1982
- Die Reisen des Sir John Fairfax durch die Türkei und andere bemerkenswerte Länder (1923, illustriert von Karl Rössing) unveränderter Nachdruck: Westhafen Verlag 2012, ISBN 978-3-942836-02-9
- Der zärtliche Jossif (1985) Roman, Gustav Kiepenheuer Verlag, Leipzig und Weimar; Bremen : Europ. Literaturverl., 2011, ISBN 978-3-86267-143-4
- Ausgewählte Gedichte, übersetzt von Pavel Kolganov, Dresden : Thelem, 2023, ISBN 978-3-95908-330-0
- Der Engel der Verwandlung ist zurück, aus dem Russischen von Daniel Jurjew, Berlin : Friedenauer Presse, 2025, ISBN 978-3-7518-8044-2